# Grand-père (film, 1939)
Pour plus de détails, voir Fiche technique et Distribution.
Grand-père est un film français réalisé par Robert Péguy, sorti en 1939.

## Fiche technique
- Titre : Grand-père
- Réalisation : Robert Péguy
- Assistant : Raymond Lamy
- Scénario et dialogues : Robert Péguy
- Photographie : Willy, Marcel Villet
- Son : Jean Lecoq
- Décors : René Renoux
- Musique : Marcel Bertal, Robert Péguy, Henri Poussigne
- Société de production : BAF Films
- Pays de production :  France
- Format :  Noir et blanc - 35 mm - son mono
- Durée : 90 minutes
- Dates de sortie : 
  - France : 27 avril 1939
  - Portugal : 9 décembre 1939

## Distribution
- Pierre Larquey : Grand-père
- Josseline Gaël : Solange
- Milly Mathis : la concierge, Mme Puche
- Jean Chevrier : Gérard
- Marcel Carpentier : Henri
- Maurice Castel : Antoine
- Catherine Fonteney : Mme Mercourt
- Julienne Paroli : Pauline
- Noëlle Norman : la surveillante
- Jacotte : la petite Jacotte
- France Ellys : la directrice de l'école
- Andrée Champeaux : la jeune femme
- Fernand Sardou : le jeune homme